# IIFA 올해의 여자 스타 데뷔 상
IIFA 올해의 여자 스타 데뷔 상은 국제 인도 영화 아카데미에서 자신의 데뷔 영화에서 뛰어난 연기를 보여준 여배우에게 수여 하는 상이다. 원래 "올해의 여자 신인상"으로 알려졌던 이 상은 2005년에 공식적으로 새로운 명칭을 받았다. 이 상을 수여 하기 시작한 2001년에는 4명의 여배우가 수상했다.

## 최우수상
Gracy Singh, Vidya, Kangana Ranaut, Deepika Padukone, Asin는 여우주연상 후보에도 올랐다.
파리네티 초프라는 같은 해에 IIFA 여우조연상을 받았다.
Bipasha Basu, Disha Patani도 같은 해 IIFA 여우조연상 후보에 올랐다.

## 수상자

### 2000년대
- 2001년
Kareena Kapoor – 난민 Nazneen "Naaz" Ahmed (공동수상) Kim Sharma, Preeti Jhangiani 및 Shamita Shetty – Mohabbatin Sanjana, Kiran 및 Ishika Dhanrajgir 역
- 2002년
Bipasha Basu – Ajnabee as Sonia/Neeta (동률) Gracy Singh – Lagaan Gauri 역
- 2003년
Esha Deol – Koi Mere Dil Se Poochhe Esha Singh 역
- 2004년
암리타 라오 - Ishq Vishk
- 2005년
Ayesha Takia Azmi – Taarzan: The Wonder Car Priya 역
- 2006년
Vidya Balan – Parineeta Lalita 역
- 2007년
Kangana Ranaut – Gangster Simran 역
- 2008년
Deepika Padukone – Om Shanti Om Shantipriya/Sandhya (Sandy) 역
- 2009년
Asin – Ghajini Kalpana Shetty 역

### 2010년대
- 2010년
Jacqueline Fernandez – Jasmine 역의 Aladin (공동수상) Mahi Gill – Dev. D as Parminder(파로)
- 2011년
Sonakshi Sinha – Dabangg Rajjo 역
- 2012년
Parineeti Chopra – 레이디스 vs Ricky Bahl 딤플 차다 역
- 2013년
Yami Gautam - Vicky Donor Ashima Roy Arora 역
- 2014년
Vaani Kapoor - Shuddh Desi Romance Tara 역
- 2015년
크리티 사논 – 딤피 역의 헤로판티
- 2016년
Bhumi Pednekar - Dum Laga Ke Haisha - Sandhya Verma[1]
- 2017년
Disha Patani – MS Dhoni: Untold Story Priyanka Jha 역
- 2018년
수상하지 않음
- 2019년
사라 알리 칸 - 케다르나트 Kedarnath Mandakani "Mukku" Mishra 역

### 2020년대
- 2020년
Ananya Panday – Shreya Randhawa 역 2학년 학생[2]

## 참고사항
- 국제 인도 영화 아카데미상
- IIFA 올해의 스타 데뷔상 - 남자

## 같이 보기
- 국제 인도 영화 아카데미상